# Richard Hoffmann (Mediziner)
Hermann Wilhelm Richard Hoffmann (* 21. Oktober 1863 in Cottbus; † 21. Juni 1939 in Dresden) war ein deutscher Mediziner mit den Arbeits- und Forschungsschwerpunkten Mittelohreiterungen, Nebenhöhleneiterungen und ihre Komplikationen. Er war ab 1912 königlich-sächsischer Professor.

## Leben
Der 1863 in Cottbus geborene Hoffmann studierte Medizin in Jena, Erlangen und Berlin. Während seines Studiums wurde er 1885 Mitglied der Burschenschaft Teutonia Jena. Nach seiner Promotion in Jena absolvierte er seine Fortbildung an den Städtischen Krankenanstalten am Arenberg zu Elberfeld, an der Augen- sowie Ohrenklinik des Universitätsklinikums Jena und der Berliner Poliklinik für Hals- und Nasenkranke.
Am 1. April 1895 zog Hoffmann als praktischer Arzt und Spezialist für Ohren-, Nasen- und Kehlkopfleiden (später: Halskrankheiten) nach Dresden. Seine Privatklinik befand sich in der Zinzendorfstraße 39, 1896 verlegte er sie in die Mathildenstraße 2 und 1910 in die Friedrichstraße 50.
1901 wurde Hoffmann Ohrenarzt am Dresdner Säuglingsheim, 1904 gründete er die Ohrenambulanz am Stadtkrankenhaus Dresden-Johannstadt, welche er 1911 zur Abteilung für Hals-Nasen-Ohrenkrankheiten ausbaute. Im Jahr 1912 wurde ihm der Titel des königlich-sächsischen Professors verliehen. Ab diesem Jahr ist Hoffmann auch als „dirigierender Arzt“ seiner 1911 gegründeten Abteilung verzeichnet. 1923 wurde Hoffmann der Titel des Stadt-Obermedizinialrats verliehen. Außerdem erscheint er seit diesem Zeitpunkt als Direktor der Abteilung für Ohren- und Halskranke am Stadtkrankenhaus Johannstadt im Dresdner Adressbuch.
Richard Hoffmann trat Ende 1930 in den Ruhestand und starb am 21. Juni 1939 an seinem letzten Wirkungsort Dresden.

## Mitgliedschaften
- Mitglied der Akademie für ärztliche Fortbildung
- wissenschaftlicher Mitarbeiter des Deutschen Hygiene-Museums Dresden

## Ehrungen und Auszeichnungen
- 1916: Königlich-sächsisches Kriegsverdienstkreuz
- 1918: Eisernes Kreuz 2. Klasse
- 1912: Königlich-sächsischer Professor
- 1933: Ehrenmitglied der Gesellschaft deutscher HNO-Ärzte

## Schriften (Auswahl)
- Über den chronischen Ohrenfluss. In: Correspondenz-Blätter des Allgemeinen ärztlichen Vereins von Thüringen. 1892.
- Ein Fall von Sinusthrombose mit bindegewebiger Obliteration des Sinus sigmoideus. In: Archiv für Ohrenheilkunde. 1900.
- Behandlung des Heufiebers durch lang fortgesetzte Calciumzufuhr. In: Münchener Medizinische Wochenschrift 61, 1914.
- Verletzungen der Kiefernhöhle. In: Handbuch der Ärztlichen Erfahrungen im Weltkriege 1914/1918. Band 6: Gehörorgan, obere Luft- und Speisewege. Leipzig 1921.
- mit Felix Blumenfeld (Hrsg.): Handbuch der speziellen Chirurgie des Ohres und der oberen Luftwege. Leipzig 1927.